# Червенокрака пискуна
Червенокраката пискуна (Arthroleptis pyrrhoscelis) е вид жаба от семейство Arthroleptidae. Видът е почти застрашен от изчезване.

## Разпространение
Разпространен е в Демократична република Конго.